# Jerious Norwood
Jerious Norwood (Jackson, 29 luglio 1983) è un giocatore di football americano statunitense che gioca negli Atlanta Falcons.

## Nella NFL
Stagione 2006
Preso come 79a scelta dagli Atlanta Falcons, ha giocato 14 partite di cui nessuna da titolare facendo 99 corse per 633 yard"record personale" con 2 touchdown, 12 ricezioni per 102 yard, un passaggio incompleto concludendo con il ratio del 39,6%, 13 ritorni su kickoff per 320 yard, 3 tackle da solo.
Stagione 2007
Ha giocato 15 partite di cui 2 da titolare facendo 103 corse per 613 yard con un touchdown, 28 ricezioni per 277 yard"record personale", 52 ritorni su kick off per 1317 yard"record personale" e un tackle da solo.
Stagione 2008
Ha giocato 16 partite ma nessuna da titolare facendo 95 corse per 489 yard con 4 touchdown"record personale" e un fumble, 36 ricezioni per 338 yard"record personale" con 2 touchdown"record personale", 51 ritorni per 1311 yard con un fumble, 5 tackle"record personale" di cui 4 da solo. In totale ha subito 2 fumble di cui uno perso.
Stagione 2009
Ha giocato 10 partite di cui 4 da titolare facendo 76 corse per 252 yard, 19 ricezioni per 186 yard con un touchdown e un fumble poi perso, un ritorno su kick off per 39 yard, un tackle da solo e un fumble recuperato per 2 yard.
Stagione 2010
È diventato restricted free agent. Poi ha rifirmato.
- Wikimedia Commons contiene immagini o altri file su Jerious Norwood